# Jan De Cooman
Jan De Cooman (Zandbergen (Geraardsbergen), 4 augustus 1893 - aldaar, 11 juni 1949) was een Belgisch kunstschilder.

## Familie
Het gezin De Cooman-De Vadder, de grootouders van Jan De Cooman, had drie kinderen. De oudste zoon Felix zette met zijn - eveneens ongehuwde - zus Angelica, het landbouwbedrijf verder. De jongste, Leopold, studeerde voor onderwijzer. Na zijn studies ging hij aan de slag in de gemeenteschool van Drogenbos waar hij zijn echtgenote, Marie-Louise Heylemans, leerde kennen die net zoals haar vader en grootvader in het onderwijs werkte. In 1884, het jaar van zijn huwelijk, werd hij aangesteld als hoofdonderwijzer van de gemeenteschool te Zandbergen. 
Vader De Cooman was, ook al door zijn opleiding tot onderwijzer, eerder streng. Toch had hij steeds een luisterend oor, en tegelijkertijd een diepe genegenheid voor zijn vier zonen. Moeder De Cooman was heel diepgelovig. Jan liep eerst school bij zijn vader. Later in het Atheneum te Ninove. Zijn moeder had hem liever naar een katholiek college gestuurd, maar vaders positie liet dat niet toe.

## Opleiding
Op aandringen van oom Jan Heylemans die tekenles gaf aan de Academie voor Schone Kunsten te Sint-Gillis bij Brussel en die vader De Cooman had kunnen overtuigen van het talent van zijn jonge, gevoelige en dromerige zoon, ging het voor Jan vanaf 1909 dagelijks richting hoofdstad. In de vijf jaar dat hij er les volgde was vooral Constant Montald erg belangrijk voor zijn artistieke ontwikkeling, zij het misschien minder op het stilistische – lees: symbolisme - dan op schildertechnisch vlak. Tot Montalds andere bekende leerlingen behoren René Magritte, Paul Delvaux en Edgard Tytgat. 
Elk jaar kaapte De Cooman er prijzen voor tekenen en natuurschilderen weg. Ook voor het portret was hij meer dan eens laureaat.

## Huwelijk
Hij huwde in 1920 met Klara Flamée en vestigde zich op de Oudenberg te Geraardsbergen. Klara Flamée was afkomstig uit Geraardsbergen (18/09/1896), kunstzinnig en kunstminnend en was de oudste dochter van Richard Flamée en Anna Van Damme. Haar vader dreef een goedlopende groothandel in bouwmaterialen aan de Kaai in het aanpalende Geraardsbergen. Via de Dender werden de bouw- en grondstoffen met binnenschepen aangevoerd.
Klara volgde in die dagen schilderles bij amateurschilder Jean Dussart. Ze speelde ook piano.
Aanvankelijk tekende en schilderde hij vooral vanuit zijn gevoel en met de losse hand. Hij was toen meer begaan met het spontaan opborrelende creatief gebeuren op zich, dan met technische perfectie, verkoopbaarheid of waarheidsgetrouwheid en details. Ook signeerde hij de meeste werken niet.
Gedurende de eerste twee jaar stond Jan De Cooman, met de grootste desinteresse en zelfs tegenzin, aan het hoofd van het door zijn schoonvader nieuw opgezet weeffabriekje. Al vlug bleek dat Jan totaal ongeschikt was voor handel en nering en moest de zaak worden opgedoekt, dat alles zeer tot gramschap van zijn schoonvader die er veel geld bij inschoot. Hun onderlinge relatie werd vanaf dan koel, al bleef het gezin wonen in de villa die ter beschikking werd gesteld door zijn schoonouders.
Bezorgd om den brode en om zich een vast inkomen te verzekeren, aanvaardde hij de betrekking van tekenleraar in het Sint-Catharinacollege en in het Sint-Jozefinstituut te Geraardsbergen. Het lesrooster belette de jonge kunstenaar zich verder te ontwikkelen in zijn artistieke streven.

## Etser
Rond 1930 zegde hij zijn leraarstaak echter op om zich ten volle aan de schilderkunst en het etsen te wijden.
Hij ontwierp een serie van 10 zichten van de stad Geraardsbergen (1927). De 25 exemplaren van deze reeks waren binnen zeer korte tijd uitverkocht en een nieuwe serie van tien andere zichten van de stad zag het levenslicht (oplage: 50 exemplaren - 1929).
In 1933 ontwierp hij, in Averbode, een reeks van zes etsen van de abdij.
De etsen van De Cooman werden met de jaren een begrip binnen en buiten Vlaanderen, en waren te koop in talrijke kunsthandels. 
Intussen maakte hij kennis met Valerius De Saedeleer te Etikhove. Overtuigd van de technische vaardigheden van Jan De Cooman als etser, gaf de Saedeleer hem de opdracht verschillende van zijn doeken als ets te reproduceren (zes in zwart-wit en drie in kleur).
Zijn zoeken naar meer geperfectioneerde etsen bracht hem tot een nieuwe techniek: het etsen in kleuren.
Zijn eerste kleurets, Lente, ontstond in 1939.
Van De Cooman zijn er op dit ogenblik 109 oorspronkelijke etsen bekend, waaronder twee van het Slot van Laarne.

## Kruiswegen
De Cooman leverde tijdens zijn artistieke loopbaan in het totaal vier Kruiswegen op. De eerste Kruisweg die hij mocht schilderen, in 1927 nog gedurende zijn onderwijzersjaren, was voor de kerk van zijn geboortedorp, Zandbergen. 
In 1935-1936 zien nog twee kruiswegen het licht: een voor de kerk te Steenhuize en een voor de kerk te Sint-Lievens-Esse.
Zijn vierde opdracht voor een kruisweg was voor een kerk van Eeklo, in 1939.

## Olieverfschilderijen
Naast zijn vele portretten en boerderijinterieurs, werden arcadische taferelen zowat het handelsmerk van Jan De Cooman. Hij schilderde, etste of tekende vele honderden keer het landleven in de Vlaamse Ardennen, de streek waar hij woonde en werkte. Meanderende beekjes, knotwilgen en ook wel een vergezicht, zijn vaak wederkerende onderwerpen. Jan De Cooman penseelde tijdens zijn loopbaan zo’n zeventien zichten op, of vergezichten van een molen. Meerdere types kwamen zo aan bod: houten staakmolens, watermolens en stenen molens.
Voor zover bekend schilderde Jan De Cooman gedurende zijn leven in het totaal drieënzestig portretten met olieverf, waarvan dat van Valerius De Saedeleer tot het beste behoort. Daarnaast tekende hij ook nog achtentwintig portretten met potlood of houtskool
De vroege portretten van De Cooman, waaronder dat van zijn schoonvader Richard Flamée uit 1929, hebben eenzelfde ingetogen kleurpalet als die van Frans Mortelmans. Ook stilistisch zijn er nogal wat raakvlakken. Met de jaren ver-okert het kleurengamma van De Cooman evenwel. Tevens worden de penseelstreken fluweelachtig, te vergelijken met die van zijn grote voorbeeld, De Saedeleer.

## Overlijden

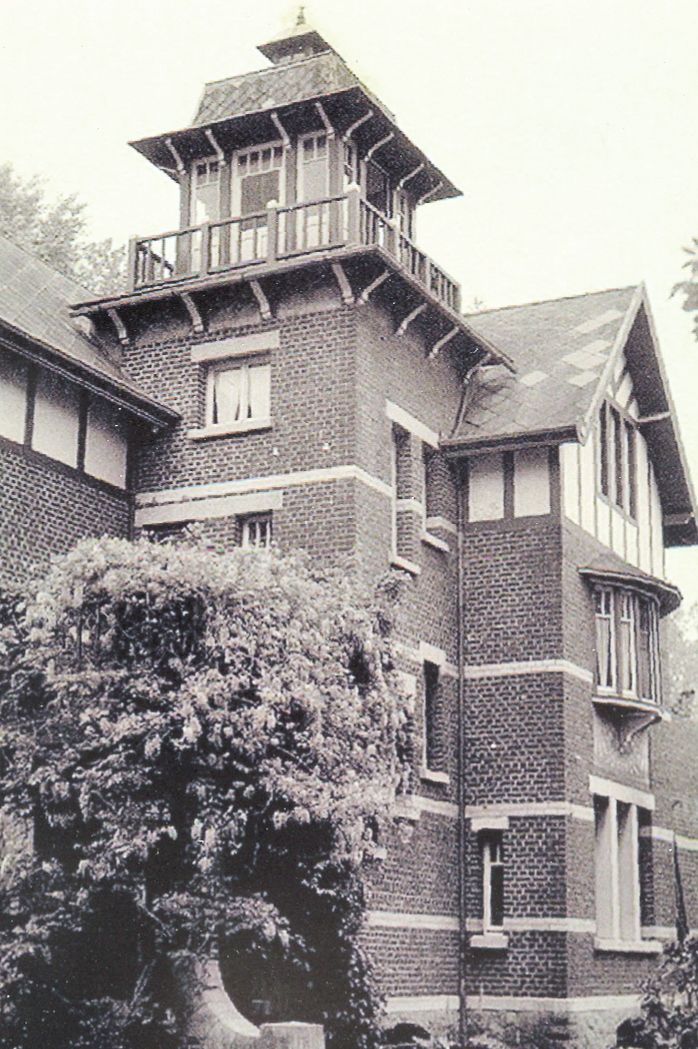
Huis van Jan De Cooman in Zandbergen, 1945

Na de bezetting ging de gezondheid van Jan De Cooman achteruit. Zijn permanent verblijf in de Dendervallei had zijn aangeboren astmatische aandoening fel verergerd. 
De doorstane oorlogsontberingen en zijn persoonlijke en familiale lotgevallen hadden overduidelijk hun sporen nagelaten.
Op 11 juni 1949 overleed hij in zijn villa te Zandbergen. Hij werd begraven op het kerkhof van zijn geboortedorp. Twee jaar later (17 juli 1951) werd schrijver Paul de Pessemier 's Gravendries in zijn voormalige woning geboren.